# Марти Ахтисаари
Марти Ойва Калеви Ахтисаари (на фински: Martti Oiva Kalevi Ahtisaari; Martti Ahtisaari) е бивш президент на Финландия (1994 – 2000 г.) и международен дипломат. Лауреат на Нобеловата награда за мир през 2008 г. за неговите „важни приноси на различни континенти, в продължения на три десетилетия за потушаването на международни конфликти“.
През 2007 година Марти Ахтисаари е специален пратеник на ООН в преговорите за урегулиране на конфликта в Косово. Марти Ахтисаари обявява своя План Ахтисаари, който предвижда фактическа самостоятелност на Косово. Срещу тази инициатива се обявяват Сърбия и Русия, а албанските власти в Косово, САЩ и ЕС я подкрепят. През февруари 2008 Косово провъзгласява едностранно независимост от Сърбия.
Умира на 16 октомври 2023 г., на 86-годишна възраст.